# Полтавцева Галина Борисівна
Галина Борисівна Полтавцева (нар. 9 травня 1949, Іваново, РРФСР) — український музикознавець і педагог. Кандидат мистецтвознавства. Професор кафедри теорії музики Харківського національного університету мистецтв імені Івана Котляревського.

## Життєпис
Здобула освіту в Тульському музичному училищі (зараз Тульський коледж мистецтв імені О. С. Даргомижського) та Харківському інституті мистецтв (нині національний університет) у 1968 та 1974 роках відповідно. Відтоді викладає в останньому.
У 1979—1981 рр. — очолювала музично-теоретичний факультет ХУМ.
У 1984—1987 рр. — пошукувачка Московської державної консерваторії.
У 1980—2002 рр. — старший викладач, доцент кафедри теорії музики.
У 1997 році успішно захистила кандидатську дисертацію з теми «Епос та епічне в музиці». У 1998 році присуджено науковий ступінь кандидата мистецтвознавства.
У 2003 році присвоєно звання професора.
З 2004 року на постійній основі керує секцією теорії музики Всеукраїнської науково-практичної конференції викладачів середніх спеціалізованих музичних шкіл на базі Харківської середньої спеціалізованої музичної школи-інтернат.

## Навчально-наукова діяльність
У сфері навчальних інтересів — предмети музично-теоретичного циклу, зокрема методика викладання теоретичних дисциплін, сольфеджіо, теорія музики, музична психологія, філософія музики тощо.
У сфері наукових інтересів — музична семіологія, музичний постмодернізм, а також творчість сучасних українських композиторів.
Є авторкою понад 40 статей у колективних монографіях і наукових збірниках.
Під її науковим керівництвом успішно захистили кандидатські дисертації 5 аспірантів та здобувачів.

## Вибрані праці
- Полтавцева, Г. Б. Модификации поэтического источника и проблема жанра оперы М. И. Глинки «Руслан и Людмила» / Г. Б. Полтавцева ; М-во культуры УССР, Харьковский ин-т искусств им. И. П. Котляревского. — Харьков, 1986
- Полтавцева Г. Б. Ритмический план риторических фигуральностей музыкальной композиции// Метроритм-І / Упор. І.Юдкін.–К.: НАН України. Інститут мистецтвознавства, фольклористики та етнології ім. М. Т. Рильського, 2002
- Полтавцева, Г. Б. Методологические правила структурно-риторического анализа музыкального текста / Г. Б. Полтавцева // Проблеми взаємодії мистецтва, педагогіки та теорії і практики освіти: Зб.наук.праць. Вип. 15 / Харківський держ. ун-т мистецтв ім. І. П. Котляревського. — Харків, 2005. — С. 189—194.
- Полтавцева Г. Б. Тарас Кравцов ? теоретик/исследователь / Г. Б. Полтавцева // Проблеми взаємодії мистецтва, педагогіки та теорії і практики освіти. — 2014. — Вип. 39. — С. 17-21. -